# Buckollia volubilis
Buckollia volubilis là một loài thực vật có hoa trong họ La bố ma. Loài này được Rudolf Schlechter mô tả khoa học đầu tiên năm 1895 dưới danh pháp Raphionacme volubilis. Năm 1994 Hendrik Johannes Tjaart Venter & Rudolf L. Verhoeven chuyển nó sang chi Buckollia.

## Phân bố
Loài này có tại Ethiopia, Kenya, Somalia, Tanzania và Uganda.